# Replicas (film)
Pour plus de détails, voir Fiche technique et Distribution.
Replicas est un film de science-fiction américain réalisé par Jeffrey Nachmanoff en 2018. Le film raconte l'histoire d’un neuroscientifique qui viole la loi et les principes scientifiques pour ramener les membres de sa famille à la vie après leur mort dans un accident de voiture. Il met en vedette Keanu Reeves et Alice Eve.

## Synopsis
À Porto Rico, le neuroscientifique William « Will » Foster (Keanu Reeves) travaille pour l'entreprise biomédicale Bionyne. Après l'échec du transfert de l'esprit d'un soldat décédé dans le cerveau électronique de l'androïde 345, William part en week-end avec sa famille. Les mauvaises conditions météo provoquent une sortie de route de la voiture des Foster, qui finit sa route dans un lac. Seul William sort indemne de l'accident. Désespéré par la perte brutale de sa femme Mona (Alice Eve) et de ses trois enfants, Sophie (Emily Alyn Lind), Matt (Emjay Anthony) et Zoé, le chercheur décide de prendre tous les risques et de braver tous les interdits pour les ressusciter. Avec l'aide de son collègue Ed Whittle (Thomas Middleditch), spécialiste en clonage, il détourne secrètement du matériel de Bionyne, mais ne parvient à obtenir que trois cuves d'incubation. Le tirage au sort obligé à William désigne que Zoé ne sera pas clonée. Lorsque Jones, le patron de William, découvre l'expérience clandestine, il revendique les droits de Bionyne, dont il révèle la véritable nature, et menace William pour obtenir la réussite du transfert d'esprit dans l'androïde 345.

## Fiche technique
- Titre original et français : Replicas
- Réalisation : Jeffrey Nachmanoff
- Scénario : Chad St. John et Stephen Hamel
- Direction artistique : Fernando Carrion
- Décors : Monica Monserrate
- Costume : Julia Michelle Santiago
- Photographie : Checco Varese
- Montage : Pedro Javier Muñiz
- Musique : Mark Kilian et Jose Ojeda
- Production : Lorenzo di Bonaventura, Keanu Reeves, Mark Gao et Stephen Hamel
- Distribution : Entertainment Studios Motion Pictures (Etats-Unis), Metropolitan Filmexport (France)
- Pays d'origine : États-Unis
- Langue : anglais
- Budget : 30 millions de dollars
- Genre : Science-fiction et thriller
- Durée : 107 minutes
- Date de sortie : 
  -  Chine : 23 novembre 2018
  -  États-Unis : 11 janvier 2019
  -  France : 6 juin 2019 (DVD)

## Distribution
- Keanu Reeves (VF : Jean-Pierre Michael) : William « Will » Foster
- Alice Eve : Mona Foster
- Emily Alyn Lind : Sophie Foster
- Thomas Middleditch : Ed Whittle
- John Ortiz : Jones
- Emjay Anthony : Matt Foster
- Nyasha Hatendi : Scott
- Aria Lyric Leabu (VF : Bérénice Loveniers) : Zoe Foster
- Amber Rivera : Margaret

## Accueil

### Box-office
Aux États-Unis, la sortie du film en janvier 2019 est un lourd échec au box-office avec seulement 2 millions et demi de recettes le week-end de sa sortie, alors que plus de 2300 cinémas ont le long-métrage à l'affiche. L'un des plus gros bides pour Keanu Reeves après 47 Ronin.